# Tutankhamon
Tutankhamon, Tut Ankh Amon eller Tut-ankh-amon (1345/1341/1340 f.Kr. – 1323 f.Kr.) var fra 1334/1333 f.Kr. frem til sin død i 1323 f.Kr. farao i det 18. dynasti. 18. dynasti tilhører den periode, som kaldes Nye Rige. 
Hans fødenavn Tutankhaton betyder Guden Atons levende billede (underforstået "på jorden"), og afspejlede hans fars, den såkaldte kætterkonge, Akhenatons, religiøse synspunkter, der bl.a. gav sig udslag i, at de traditionelle guder i Egypten blev forkastet. Vigtigste gud under kætterkongen Akhenaton var solguden Aton/Aten. Da Tutankhamon blev konge over Egypten i en alder af 8-9 år, vendte man tilbage til den gamle religion igen, og guden Amon blev igen en af de gamle Egyptens vigtigste guder. Kongen tog navnet Tutankhamon. 
Tutankhamon blev gift som 9 - årig, lige efter han blev konge. Han giftede sig med sin halvsøster Ankhesenamon.
Tutankhamon er bedst kendt for at være den eneste farao hvis grav (KV62) er blevet fundet i næsten intakt stand. Den overvældende mængde af værdifulde genstande fundet i denne unge konges grav fører naturligt til spekulationer om, hvad der må have været i de udplyndrede grave for vigtigere faraoer.
Hans grav blev fundet af arkæologen Howard Carter, hvis ekspedition blev finansieret af Lord Carnarvon.
Tutankhamons skæg knækkede af i 2015 og blev repareret med epoxy lim.